# Dôme de Rochefort
Dôme de Rochefort (tal. Dôme de Rochefort, 4.015 m) je planina u masivu Mont Blanc u Haute-Savoie, Francuska i Valle d'Aost, Italija.

## Vanjske poveznice
|  | Zajednički poslužitelj ima još gradiva o temi Dôme de Rochefort |

|  | Portal Francuske – Pristup člancima s tematikom o Francuskoj. |